# Saint-Jean-de-Cornies
Saint-Jean-de-Cornies là một xã thuộc tỉnh Hérault trong vùng Occitanie phía nam nước Pháp.